# Cousins (film, 2019)
Ne doit pas être confondu avec Cousins (film, 1989).
Pour les articles homonymes, voir Cousin.
Pour plus de détails, voir Fiche technique et Distribution.
Cousins (Primos) est un film brésilien réalisé par Mauro Carvalho et Thiago Cazado (pt), sorti en 2019.

## Synopsis
Lucas est solitaire, vivant dans une maison louée avec sa tante Lourdes, qui ne vit que pour Dieu. Il l'aide à payer des factures en donnant des cours de musique et de chant bibliques, surtout Julia presque tous les jours. Cette dernière est amoureuse de lui. Un jour, Lourdes lui annonce que son neveu Mário arrive demain et compte sur lui pour l'accueillir. Ce neveu n'est autre que son cousin éloigné, qui sort de prison. Le lendemain, Lourdes est partie pour une mission de quelques jours. Mário est arrivé et fait connaissance avec son cousin. Ces deux cousins deviennent vite amis, et bientôt vont vivre leurs premiers émois…

## Fiche technique
Sauf indication contraire, les informations mentionnées dans cette section peuvent être confirmées par la base de données cinématographiques IMDb,  présente dans la section « Liens externes ».
- Titre original : Primos
- Titre français : Cousins
- Réalisation : Mauro Carvalho et Thiago Cazado (pt)
- Scénario : Thiago Cazado
- Musique : Diego Henrique
- Direction artistique : John Mota
- Décors : n/a
- Costumes : n/a
- Photographie : Mauro Carvalho
- Montage : n/a
- Production : Alessandro Costa
- Société de production : MACA Entretenimento
- Société de distribution : n/a
- Pays d'origine :  Brésil
- Langue originale : portugais
- Format : couleur
- Genres : comédie dramatique, romance
- Durée : 83 minutes
- Dates de sortie :
  - Brésil : 29 mai 2019 (DIGO – Goiás, Sexual Diversity and Gender International Film Festival)[1]
  - France : 16 janvier 2020

## Distribution
- Thiago Cazado (pt) : Mário Hantz
- Paulo Sousa : Lucas Hantz
- Juliana Zancanaro : Lourdes
- Denis Camargo : Emilio
- Duda Esteves : Julia
- Carmem Lutcha : Sonia
- Elenita Pessoa
- Ana Rosita
- Dilza Scarpa

## Production
En 2018, Thiago Cazado (pt) écrit ce scénario en 20 jours et tourne avec Mauro Carvalho, ami de longue date,.
Le tournage dure un mois.